# Socijalna samoposluga
Socijalna samoposluga je prikupljanje, skladištenje i besplatna podjela hrane i drugih kućanskih potrepština, krajnjim siromašnim korisnicima.
Princip rada socijalne samoposluge je jednostavan. Korisnici stalne pomoći Zavoda za socijalnu skrb i članovi njihovih obitelji, a često puta i drugi siromašni građani, mogu se javiti voditeljima socijalnih samoposluga. Ulaze u evidenciju i dobivaju termin, kada da dođu u socijalnu samoposlugu po besplatnu hranu, higijenske potrepštine i sl., i već dobivaju sljedeći termin kada ih ponovo čeka pomoć. U nekim socijalnim samoposlugama, može se dobiti i mogućnost besplatnih instrukcija za školarce, besplatna pomoć u kući te pomoć u traženju posla.
U travnju 2011. godine u Rijeci, otvorena je prva socijalna samoposluga u Hrvatskoj - "Kruh sv. Elizabete", s ciljem podjele osnovnih živežnih namirnica i higijenskih potrepština za siromašne, socijalno najugroženije građane Rijeke i okolice. Kasnije su otvorene socijalne samoposluge u: Vinkovcima, Crikvenici, Vukovaru, Zagrebu, Karlovcu, Varaždinu i drugim hrvatskim gradovima.
Prvu socijalnu samoposlugu u Hrvatskoj pokrenuo je Franjevački svjetovni red iz Rijeke, a i u drugim hrvatskim gradovima, socijalne samoposluge vode članovi Franjevačkog svjetovnog reda i Franjevačke mladeži ili neke druge volonterske udruge.